# Rezolucja Rady Bezpieczeństwa ONZ nr 23
Rezolucja Rady Bezpieczeństwa ONZ nr 23 została przyjęta 18 kwietnia 1947 r.
Rada ustaliła, że komisja utworzona na mocy rezolucji nr 15 pozostanie na obszarze swojej pracy, a dodatkowo zostanie powiększona.
Uchwała została przyjęta dziewięcioma głosami "za"; Polska i Związek Radziecki wstrzymały się od głosu.